# Adenilato cinasa
La adenilato cinasa (AK) (número EC 2.7.4.3) es un enzima que cataliza la interconversión de nucleótidos de adenina, un proceso implicado en la homeostasis. La reacción catalizada es:
ATP + AMP {\displaystyle \rightleftharpoons } 2 ADP
El ATP transfiere un grupo fosfato al AMP para formar ADP. El trifosfato inorgánico también puede actuar como donante de fosfato.
El valor de la constante de equilibrio varía con las condiciones pero está cercano a 1. Esto significa que la ΔGo para esta reacción es cercano a cero. En el músculo de muchas especies de vertebrados e invertebrados, la concentración de ATP es de 7 a 10 veces mayor que la de ADP, y usualmente más de 100 veces mayor que la de AMP. La velocidad de fosforilación oxidativa está controlada por la disponibilidad de ADP. Por tanto, la mitocondria intenta mantener los niveles de ATP altos debido a la acción combinada de la adenilato cinasa y los controles sobre la fosforilación oxidativa.

## Relación evolutiva
Se han encontrado otras dos enzimas relacionadas evolutivamente con la adenilato cinasa. Estas son:
- La UMP cinasa (UC) de las levaduras que cataliza la transferencia de un grupo fosfato desde el ATP al UMP para formar UDP y ADP.

ATP + UMP {\displaystyle \rightleftharpoons } ADP + UDP
- La citidilato cinasa del moho mucilaginoso que cataliza la transferencia de un grupo fosfato desde el ATP al CMP o UMP para formar CDP o UDP, y ATP.

ATP + CMP {\displaystyle \rightleftharpoons } ADP + CDP o ATP + UMP {\displaystyle \rightleftharpoons } ADP + UDP
Bastantes regiones de las enzimas de la familia AK están bien conservadas, incluyendo los dominios de unión del ATP.

## Mecanismo
En la Escherichia coli, la estructura cristalina de la adenilato cinasa reveló que la AC estaba complejada con diadenosina pentafosfato (AP5A), Mg2+ y 4 moléculas coordinadas de agua. La adenina del ATP y la parte ribosa están unidos suavemente a la AK. Los fosfatos del ATP están unidos fuertemente a los residuos de su alrededor. El Mg2+, las moléculas de agua y los residuos cargados de alrededor mantienen la geometría y las distancias del α-fosfato del AMP y, β- y γ-fosfatos del ATP. Esto es suficiente para soportar un mecanismo de reacción asociativo por transferencia del grupo fosforilo. La AK cataliza la transferencia de un grupo fosforilo desde el ATP al AMP mediante el ataque nucleofílico sobre el γ-fosfato del ATP.

## Isozimas
En el ser humano se han encontrado siete genes que codifican la enzima adenilato cinasa:
- AK1 o miocinasa. Se localiza en el citoplasma.
- AK2. Se localiza en el espacio intermembrana de las mitocondrias.
- AK3. Se localiza en la matriz mitocondrial.
- AK4. Tiene como localización la matriz mitocondrial.
- AK5. Se localiza en el citoplasma y es específica de los tejidos cerebrales.
- AK7. Se localiza en el citosol.
- AK8. Tiene como localización el citosol.